# Regiões (RTP)
Regiões (inicialmente conhecido como País, Regiões) foi um programa de informação da RTP1, apresentado por Fátima Campos Ferreira, Dina Aguiar, entre outros jornalistas. O seu foco é nos factos que acontecem no território português, como por exemplo, os problemas das populações. Para isto, o programa era, inicialmente, produzido pelos centros regionais da RTP em Portugal, de Lisboa, Porto, Bragança, Coimbra, Évora e Faro.
Durante grande parte da sua existência, era dividida em duas edições: uma nacional (primeiro às 19h e, a partir de 2001, às 12h25), e outra local (primeiro às 19h40 e, a partir de 2001, às 14h), emitida através dos centros regionais da RTP. Em 2003, a edição local foi extinta, com a transferência da edição nacional às 14h.
Surgiu em 1997 e foi substituído pelo Portugal em Direto em Outubro de 2005.